# 维勒米尔
维勒米尔（法語：Villemur，法語發音：[vilmyʁ]）是法国上比利牛斯省的一个市镇，位于该省东部，属于塔布区。

## 地理
维勒米尔（43°15'17"N, 0°32'58"E）面积3.71 平方千米，位于法国奧克西塔尼大區上比利牛斯省，该省份为法国西南部内陆省份，北至热尔省，西接大西洋比利牛斯省，南与西班牙接壤，东临上加龙省。
与维勒米尔接壤的市镇（或旧市镇、城区）包括：德韦兹、让萨克德布洛涅、科曼日地区圣卢、巴佐尔当、拉拉讷、蒙莱翁马尼奥阿克、普伊。

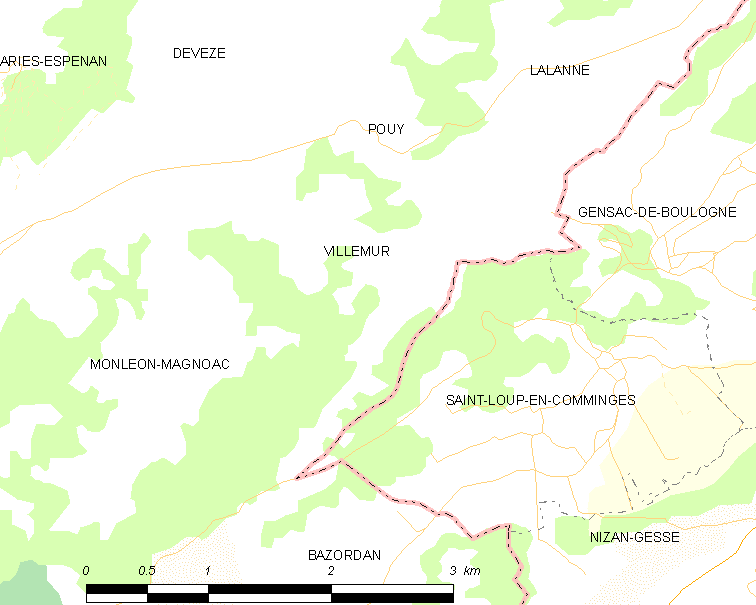
维勒米尔的OSM定位图

维勒米尔的时区为UTC+01:00、UTC+02:00（夏令时）。

## 行政
维勒米尔的邮政编码为65230，INSEE市镇编码为65475。

## 政治
维勒米尔所属的省级选区为山丘县。

## 人口

1962-2008年间维勒米尔人口变化图示

维勒米尔于2022年1月1日时的人口数量为65人。